# دره مارکم
دره مارکم (انگلیسی: Markham Valley) یک منطقه جغرافیایی در پاپوآ گینه نو است. نام «مارکم» به یاد سر کلمنتس مارکم، دبیر  انجمن سلطنتی جغرافیا است.